# Lluís Maria Anglada i de Ferrer
Lluís Maria Anglada i de Ferrer, més conegut com a Lluís Anglada (Vic, 24 d'abril de 1957) és un bibliotecari català. És llicenciat en filosofia i diplomat en biblioteconomia i documentació. De 1997 a 2013 fou director del Consorci de Biblioteques Universitàries de Catalunya. Quan aquest organisme esdevingué el Consorci de Serveis Universitaris de Catalunya, passà a ocupar-ne la direcció de l'Àrea de Biblioteques, Informació i Documentació. Al 2018 canvià aquesta direcció per la de l'Àrea de Ciència Oberta del mateix Consorci.
Entre 1989 i 1997 va treballar com a director del conjunt de biblioteques de la Universitat Politècnica de Catalunya, compaginant la seva tasca com a professor a l'Escola Universitària de Biblioteconomia i Documentació (UB). És un dels membres del Consell General d'OCLC, així com d'altres organismes del sector. És considerat una referència en el sector de la biblioteconomia i les biblioteques digitals.